# Pin Pon
Pin Pon fue un programa de televisión infantil chileno, cuyo protagonista era «Pin Pon», un muñeco que enseñaba al público diversos hábitos, valores y principios, acompañados de melódicas canciones. El personaje del muñeco fue desarrollado y encarnado por el actor Jorge Guerra, basado en una canción infantil del autor cri cri, utilizada por docentes de jardín de infantes.
En el programa también participó el pianista chileno Valentín Trujillo, quien interactuaba con «Pin Pon» y tocaba el piano, mientras el muñeco cantaba canciones para niños, que buscaban orientar y enseñar a los más pequeños actos tan sencillos como lavarse las manos antes de comer o cepillarse los dientes. Durante la última etapa del programa, el acompañante de «Pin Pon» fue el actor José Secall, quien era conocido como «el amigo Pepe».

## Historia
Fue emitido entre 1968 y 1971 por Canal 13, pasando a Televisión Nacional de Chile (TVN) en abril de 1971, manteniéndose hasta 1974. Ese año Guerra fue exiliado del país por la dictadura militar. El espacio también fue producido en Ecuador, emitido por Ecuavisa. Luego de su regreso a Chile, Guerra realizó el programa nuevamente en TVN, entre 1991 y 1993.
Fue premiado como "Mejor programa infantil" en 1972.